# أندي بف
أندي بف (بالإنجليزية: Andy Pugh)‏ (28 يناير 1989 في المملكة المتحدة - ) هو لاعب كرة قدم بريطاني في مركز الهجوم. لعب مع إبسفليت يونايتد وكامبريدج يونايتد ونادي غيلينغهام وHiston F.C. ‏ وميدستون يونايتد ونادي دارتفورد ونادي دوفر أتليتيك وفولكستون إنفيكتا وغرايز أتلاتيك ‏ وويلينج يونايتد.

## وصلات خارجية
- أندي بف على موقع قاعدة بيانات كرة القدم.إي يو (الإنجليزية)
- أندي بف على موقع Soccerbase.com (لاعب) (الإنجليزية)